# Beștemac
Beștemac è un comune della Moldavia situato nel distretto di Leova di 1.109 abitanti al censimento del 2004

## Località
Il comune è formato dall'insieme delle seguenti località (popolazione 2004)
- Beștemac (1.061 abitanti)
- Pitești (48 abitanti)